# Campeonato Mundial de Snowboard de 2023 - Halfpipe masculino
A prova do Halfpipe masculino do Campeonato Mundial de Snowboard de 2023 ocorreu entre os dias 1 a 3 de março, em Bakuriani, na Geórgia.

## Medalhistas
| Ouro              | Prata                  | Bronze             |
| Lee Chae-un (KOR) | Valentino Guseli (AUS) | Jan Scherrer (SUI) |

## Calendário
Todos os horários estão no horário local (UTC+4)
| Data        | Horário | Fase         |
| ----------- | ------- | ------------ |
| 1º de março | 11:40   | Qualificação |
| 3 de março  | 10:00   | Final        |

## Resultados
Um total de 22 snowboarders de 11 nacionalidades participaram da competição.

### Qualificação
As provas começaram às 11:40 1º de março.
| Colocação | Bib | Ordem de descida | Nome              | Nacionalidade  | Descida 1 | Descida 2 | Melhor | Notas |
| --------- | --- | ---------------- | ----------------- | -------------- | --------- | --------- | ------ | ----- |
| 1         | 5   | 1                | Yūto Totsuka      | Japão          | 74.75     | 93.25     | 93.25  | Q     |
| 2         | 1   | 8                | Ruka Hirano       | Japão          | 90.50     | 91.50     | 91.50  | Q     |
| 3         | 3   | 9                | Valentino Guseli  | Austrália      | 89.75     | 91.00     | 91.00  | Q     |
| 4         | 2   | 7                | Scotty James      | Austrália      | 36.50     | 90.00     | 90.00  | Q     |
| 5         | 10  | 10               | Chase Josey       | Estados Unidos | 85.25     | 89.75     | 89.75  | Q     |
| 6         | 7   | 2                | Kaishu Hirano     | Japão          | 59.75     | 88.00     | 88.00  | Q     |
| 7         | 6   | 6                | Lee Chae-un       | Coreia do Sul  | 87.25     | 31.75     | 87.25  | Q     |
| 8         | 4   | 3                | Jan Scherrer      | Suíça          | 80.75     | 85.00     | 85.00  | Q     |
| 9         | 9   | 4                | Shuichiro Shigeno | Japão          | 84.25     | 79.25     | 84.25  | Q     |
| 10        | 14  | 11               | André Höflich     | Alemanha       | 73.00     | 78.00     | 78.00  | Q     |
| 11        | 11  | 13               | Joey Okesson      | Estados Unidos | 74.00     | 20.75     | 74.00  |       |
| 12        | 8   | 5                | Chase Blackwell   | Estados Unidos | 63.75     | 69.75     | 69.75  |       |
| 13        | 13  | 12               | Liam Gill         | Canadá         | 67.00     | 18.75     | 67.00  |       |
| 14        | 15  | 19               | Christoph Lechner | Alemanha       | 57.75     | 43.00     | 57.75  |       |
| 15        | 23  | 22               | Liam Tourki       | França         | 26.00     | 56.50     | 56.50  |       |
| 16        | 17  | 14               | Kim Kang-san      | Coreia do Sul  | 49.00     | 52.50     | 52.50  |       |
| 17        | 19  | 20               | Tit Štante        | Eslovênia      | 50.75     | 19.75     | 50.75  |       |
| 18        | 24  | 16               | Li Zhuolin        | China          | 15.75     | 42.50     | 42.50  |       |
| 19        | 22  | 18               | Gao Hongbo        | China          | 33.75     | 14.50     | 33.75  |       |
| 20        | 20  | 21               | Elias Allenspach  | Suíça          | 26.75     | 9.50      | 26.75  |       |
| 21        | 12  | 17               | Louie Vito        | Itália         | 23.25     | 23.50     | 23.50  |       |
| 22        | 16  | 15               | Lucas Foster      | Estados Unidos | 22.25     | 21.25     | 22.25  |       |

### Final
As provas começaram às 10:00 do dia 3 de março.
| Colocação         | Bib | Ordem de descida | Nome              | Nacionalidade  | Descida 1 | Descida 2 | Descida 3 | Melhor |
| ----------------- | --- | ---------------- | ----------------- | -------------- | --------- | --------- | --------- | ------ |
| Medalha de ouro   | 6   | 4                | Lee Chae-un       | Coreia do Sul  | 77.25     | 86.00     | 93.50     | 93.50  |
| Medalha de prata  | 3   | 8                | Valentino Guseli  | Austrália      | 13.75     | 83.25     | 93.00     | 93.00  |
| Medalha de bronze | 4   | 3                | Jan Scherrer      | Suíça          | 89.25     | 33.50     | 29.50     | 89.25  |
| 4                 | 1   | 9                | Ruka Hirano       | Japão          | 43.50     | 78.00     | 87.50     | 87.50  |
| 5                 | 2   | 7                | Scotty James      | Austrália      | 37.00     | 86.50     | 23.25     | 86.50  |
| 6                 | 5   | 10               | Yūto Totsuka      | Japão          | 24.75     | 22.75     | 85.50     | 85.50  |
| 7                 | 7   | 5                | Kaishu Hirano     | Japão          | 84.50     | 32.00     | 23.75     | 84.50  |
| 8                 | 10  | 6                | Chase Josey       | Estados Unidos | 38.50     | 82.25     | 13.75     | 82.25  |
| 9                 | 14  | 1                | André Höflich     | Alemanha       | 69.00     | 80.75     | 38.75     | 80.75  |
| 10                | 9   | 2                | Shuichiro Shigeno | Japão          | 34.50     | 40.00     | 33.75     | 40.00  |

Legenda
| Recorde mundial       | Recorde mundial (World record)               |                       | Recorde africano                      | Recorde africano (African) |                                           | Q | Classificado por posição (Qualified) |
| Recorde do campeonato | Recorde do campeonato (Championship record)  | Recorde da América    | Recorde da América (Americas)         | q                          | Classificado por melhor tempo (Qualified) |   |                                      |
| Melhor marca do ano   | Melhor marca do ano (World leading)          | Recorde asiático      | Recorde asiático (Asian)              | DNS                        | Não largou (Did not start)                |   |                                      |
| Recorde nacional      | Recorde nacional (National record)           | Recorde europeu       | Recorde europeu (European)            | DNF                        | Não terminou (Did not finish)             |   |                                      |
| Recorde pessoal       | Recorde pessoal do atleta (Personal best)    | Recorde da Oceania    | Recorde da Oceania (Oceania)          | DSQ / DQ                   | Desclassificado (Disqualified)            |   |                                      |
| Recorde da temporada  | Recorde da temporada do atleta (Season best) | Recorde sul-americano | Recorde sul-americano (South America) | NM                         | Sem marca (No mark)                       |   |                                      |